# Manœuvrabilité
La manœuvrabilité désigne les qualités intrinsèques d'un véhicule (aérostat, robot, drone ou autre engin mobile terrestre, naval, subaquatique, aérien ou spatial) lui permettant d'effectuer certains types de manœuvres dans divers contextes ou environnements (aérodynamiques et hydrodynamiques notamment). 
La manœuvrabilité ne doit pas être confondue avec la maniabilité. Elle est notamment liée aux performances du système de commande de l'engin et à ses éventuelles capacités d'autostabilisation.
Dans le cas des navires et du domaine naval la manœuvrabilité fait l'objet de calculs préalables, de tests en bassin d'essai sur maquette (ou en soufflerie) et, depuis les progrès de l'informatique, de modélisations et de simulation numérique de comportements.